# Siembra (álbum)
Siembra es el segundo álbum realizado en conjunto por Willie Colón & Rubén Blades. Es considerado un clásico de la música salsa, el más vendido del sello Fania Records, y probablemente de la historia de este género, con más de 3 millones de discos vendidos en todo el mundo.
 La producción contiene los renombrados temas «Pedro Navaja», «Plástico», «Buscando Guayaba», «María Lionza» y «Siembra», parte de lo que posteriormente sería denominada como «salsa intelectual».
De acuerdo con la empresa discográfica, Siembra surgió en un momento que la salsa estaba en decadencia, pues  los cantantes intentaban ingresar al mercado de la música de moda, como la música disco. 
Es considerado el álbum más vendido en la historia de la música de salsa y volvió a colocar la salsa en el más alto nivel mundial, con una mezcla de ritmo y letras inigualables. En 2024 fue elegido por el proyecto Los 600 de Latinoamérica como el disco número uno en la historia de la música de la región.
De esta manera: 

...Es uno de esos álbumes maravillosos que marcan el antes y después de un género musical. Treinta años después de su salida al mercado, los siete temas del segundo álbum de Willie Colón y Rubén Blades, continúan siendo un punto de referencia para la salsa y establecen un alto nivel para toda la música afrocaribeña. Sin embargo, a diferencia de otros álbumes influyentes que establecen tendencias o crean imitadores, Siembra ha quedado clasificado único en su clase.

## Lista de canciones
Todas las canciones escritas y compuestas por Rubén Blades, excepto donde se indique. 
| N.º | Título                | Duración |  |
| 1.  | «Plástico»            | 6:38     |  |
| 2.  | «Buscando Guayaba»    | 5:43     |  |
| 3.  | «Pedro Navaja»        | 7:20     |  |
| 4.  | «María Lionza»        | 5:27     |  |
| 5.  | «Ojos» (Johnny Ortiz) | 4:50     |  |
| 6.  | «Dime»                | 6:59     |  |
| 7.  | «Siembra»             | 5:21     |  |

### Músicos
- Rubén Blades - Cantante
- Willie Colón - Trombón y líder de banda
- Coros: Willie Colón, Rubén Blades, José Mangual Jr., Adalberto Santiago.
- Leopoldo Pineda - Trombón

- José Rodríguez - Trombón
- Sam Burtis - Trombón
- Joe Torres - Piano y Fender Rhodes
- Salvador Cuevas - Bajo
- Eddie Rivera - Bajo
- José Mangual Jr. - Bongó
- Eddie Montalvo - Congas
- Jimmy Delgado - Timbales
- Brian Brake - Batería en "Plástico"
- Adalberto Santiago - Maracas

### Créditos
- Productor - Willie Colón
- Productor ejecutivo - Jerry Masucci
- Arreglos: Willie Colón, Luis 'Perico' Ortiz, Louie Cruz, Carlos Franzetti